# Pariana longiflora
Pariana longiflora är en gräsart som beskrevs av Thomas Gaskell Tutin. Pariana longiflora ingår i släktet Pariana och familjen gräs. Inga underarter finns listade i Catalogue of Life.